# Oskar Minkowski
Oskar Minkowski (ur. 13 stycznia 1858 w Aleksocie, zm. 18 czerwca 1931 w Fürstenburg an der Havel) – niemiecki lekarz, mający korzenie żydowskie, odkrywca roli trzustki w powstawaniu cukrzycy, brat matematyka Hermanna Minkowskiego i ojciec astrofizyka Rudolfa Minkowskiego.

## Życiorys
Urodzony 13 stycznia 1858 r. w Aleksocie w guberni suwalskiej Królestwa Polskiego (obecnie dzielnica Kowna, na Litwie) w rodzinie przedsiębiorcy Lewina Minkowskiego i Racheli z domu Taubmann. W 1872 r. kampania antysemicka w Imperium Rosyjskim zmusiła rodzinę Minkowskich do emigracji do Królewca, gdzie ukończył rozpoczętą w Kownie naukę gimnazjalną. Następnie kształcił się na Uniwersytecie w Królewcu (1876–1881). W 1881 został doktorem medycyny na podstawie rozprawy Ueber die Aenderungen der elektrischen Erregbarkeiten des Gehirns nach Verschluss der Kopfarterien.
Następnie w 1888 r. podążył za swoim nauczycielem i mentorem Bernhardem Naunynem do Strasburga, gdzie pracował do 1904 roku, w tym ostatnie lata jako profesor interny. W następnym roku pracował w szpitalu w Kolonii, a po kolejnym przeniósł się do Greifswaldu, gdzie objął profesurę interny. W 1909 r. został profesorem Uniwersytetu Wrocławskiego i pozostał w tym mieście do 1926 roku. Pod koniec życia przeniósł się do Wiesbaden. Przeszedł na emeryturę w 1926 roku.
Jego młodszym bratem był matematyk Hermann Minkowski, jeden z nauczycieli Alberta Einsteina. W 1894 Oskar ożenił się z Marie Johanną Siegel. Mieli córkę Laurę i dwóch synów. Jednym z nich był astrofizyk Rudolph Minkowski. Do 1938 jego dzieci – a żona w 1940 – wyemigrowały do Stanów Zjednoczonych i Argentyny przed prześladowaniami antysemickimi w Niemczech.

## Dorobek naukowy
Minkowski z Josephem von Meringiem prowadzili badania nad cukrzycą na Uniwersytecie w Strasburgu. W 1889 dowiedli, że usunięcie trzustki wywołuje cukrzycę u psów. Wykazali przez to, że to trzustka zawiera regulator poziomu glukozy we krwi. Pierwszą pracę wydał na ten temat jeszcze w 1889, następną w 1893. Ich badania spowodowały zogniskowanie wysiłków innych naukowców w tym kierunku, co zaowocowało wyodrębnieniem insuliny przez Fredericka Bantinga, Charlesa Besta oraz Jamesa Collipa i zastosowaniu jej w leczeniu cukrzycy.
Po wyizolowaniu insuliny Minkowski zaangażował się we wdrożenie jej lecznictwie. W jego klinice podjęto w 1913 roku próby doustnego podawania wczesnego leku insulinowego Synthalin. Założył w 1923 komitet insulinowy w Niemczech. Kilkukrotnie wybierany był na przewodniczącego Niemieckiego Towarzystwa Chorób Wewnętrznych.
W 1900 opisał sferocytozę wrodzoną, zespół wrodzonej niedokrwistości hemolitycznej występujący w Europie Północnej. Zajmował się także żółtaczką hemolityczną. Wykrył, że przyczyną akromegalii jest przerost przysadki. Uczył francuskiego neurochirurga, Clovisa Vincenta.
W latach 1902–1932 był 12 razy nominowany do nagrody Nobla w dziedzinie fizjologii lub medycyny.

### Wybrane publikacje
- „Einfluss der Leberexstirpation auf den Stoffwechsel”, 1885
- „Vorkommen von Oxybuttersäure im Harn bei Diabetes mellitus”, 1884
- „Untersuchungen über den Diabetes mellitus nach Exstirpation des Pankreas”, Lipsk 1893
- „Untersuchungen zur Physiologie und Pathologie der Harnsäure”, Lipsk 1898[8].

## Upamiętnienie
Dla uczczenia pamięci o Oskarze Minkowskim European Association for the Study of Diabetes (EASD) ustanowiła w 1966 r. doroczną nagrodę dla naukowców zajmujących się badaniami w dziedzinie diabetologii. Od nazwisk odkrywców sferocytoza wrodzona określana jest jako choroba Minkowskiego-Chauffarda. We Wrocławiu znajduje się ulica jego imienia, zaś w Kownie na Aleksocie ulica braci Minkowskich.

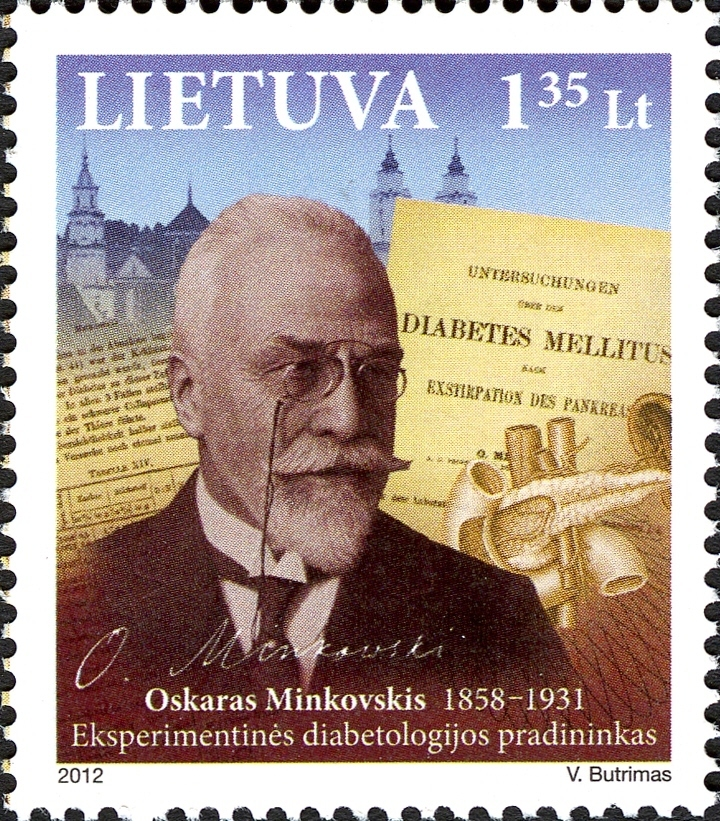
Litewski znaczek pocztowy z 2012 upamiętniający Minkowskiego
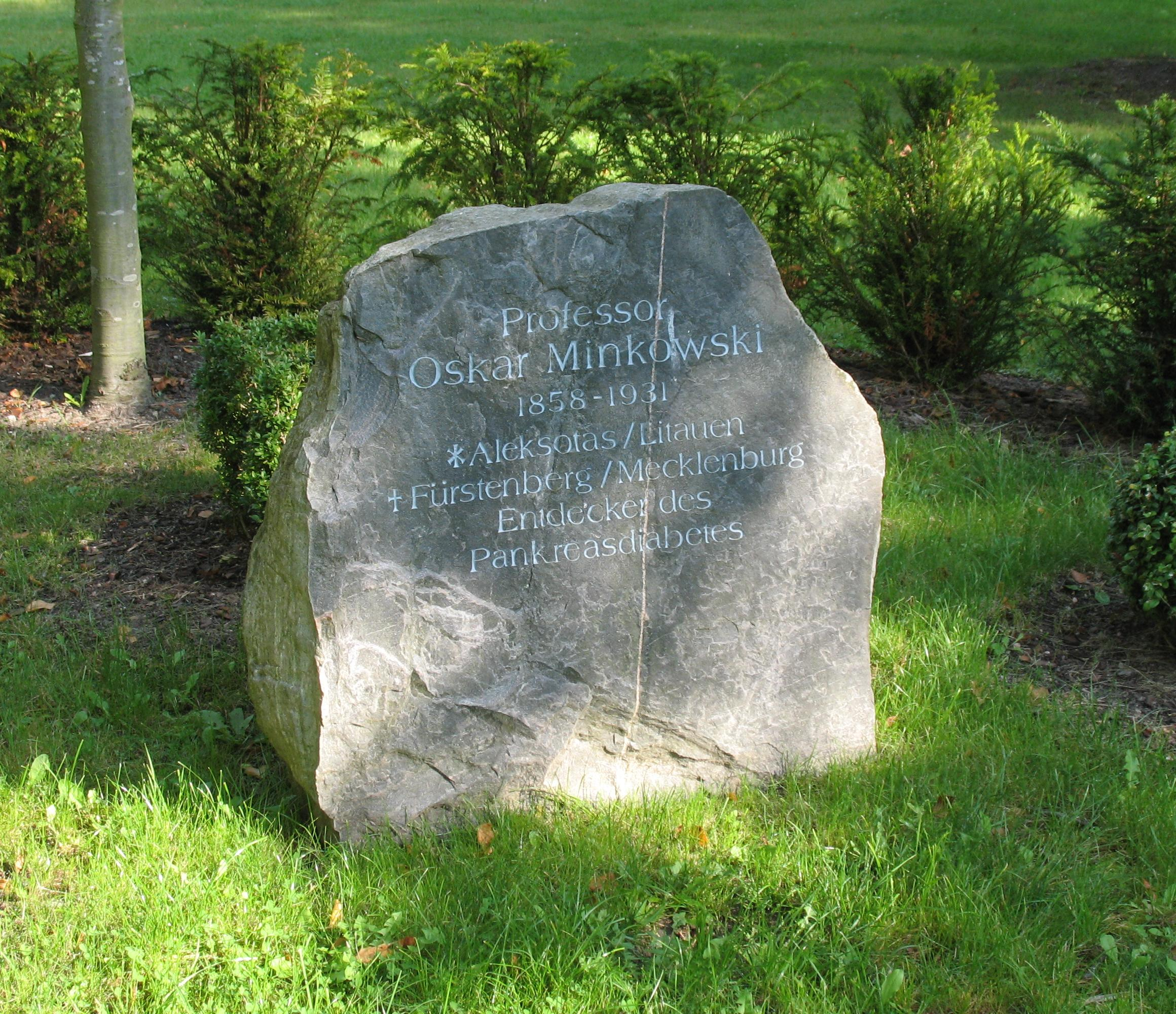
Kamień pamiątkowy w sanatorium Gedenkstein w Fürstenbergu, gdzie zmarł
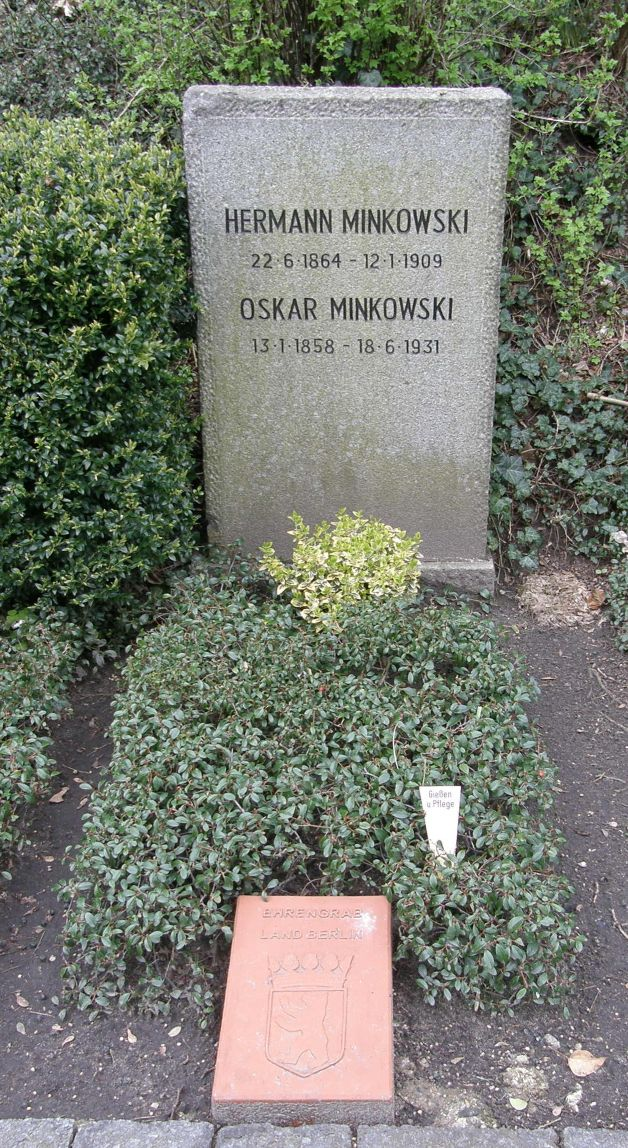
Grób braci Hermanna i Oskara Minkowskich w Berlinie